# Maylandia xanthos
Maylandia xanthos és una espècie de peix de la família dels cíclids i de l'ordre dels perciformes.

## Etimologia
Maylandia fa referència a l'ictiòleg alemany Hans J. Mayland i xantos (groc en grec) al color groc del ventre i de l'aleta dorsal dels mascles reproductors.

## Descripció
Fa 4,9 cm de llargària màxima. Cap moderadament inclinat i amb premolars a la filera exterior de les mandíbules. L'aleta dorsal groga, l'aleta anal fosca i les franges de color marró i blau/gris (laterals i alternes) distingeixen els mascles d'aquesta espècie dels de totes les altres espècies del mateix gènere. Les femelles són de color groc/marró. Es diferencia de Maylandia glaucos i de Maylandia aurora per la llargada de la mandíbula inferior (més allargada a M. xanthos).

## Hàbitat i distribució geogràfica
És un peix d'aigua dolça, bentopelàgic i de clima tropical (11°S-12°S, 34°E-35°E), el qual viu a l'Àfrica oriental: el llac Malawi a Moçambic.

## Observacions
És inofensiu per als humans.